# Архимед (пароходофрегат)
«Архиме́д» — парусно-винтовой фрегат Балтийского флота Российской империи, первый винтовой фрегат Российского императорского флота.

## История

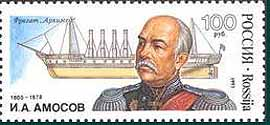
Почтовая марка России

Пароходофрегат «Архимед» был спущен в 1848 году, вошёл в состав Балтийского флота России. Строительством фрегата руководил И. А. Амосов.
6 октября 1850 года фрегат, находясь под командованием Владимира Александровича фон Глазенапа, разбился на банке близ острова Борнгольм. Глазенап возвратился с командой на пароходофрегате «Камчатка» в Кронштадт и 22 ноября 1851 года был уволен от службы.
Это крушение замедлило введение винтового двигателя в русском флоте: война 1853—1855 годов застала его без винтовых военных судов.